# Román Villanueva
	Román Villanueva (Callao, Perú; 9 de agosto de 1937) fue un futbolista peruano. Desempeñó como arquero.

## Trayectoria
Se inició en el Club Carlos Concha. Para luego pasar al Sport Boys Association y al Alianza Lima, Club Cienciano y al Club Atlético Chalaco, donde se retiró. También fue convocado a la Selección de fútbol del Perú, para algunos partidos amistosos donde no le fue muy bien.

## Clubes
| Club                   | País | Año         |
| ---------------------- | ---- | ----------- |
| Club Carlos Concha     | Perú | 1956        |
| Sport Boys Association | Perú | 1957 - 1961 |
| Club Alianza Lima      | Perú | 1962 - 1974 |
| Club Atlético Chalaco  | Perú | 1975        |
| Club Cienciano         | Perú | 1976 - 1977 |
| Club Atlético Chalaco  | Perú | 1978        |

## Palmarés

#### Campeonatos nacionales
| Título                    | Club                   | País | Año  |
| ------------------------- | ---------------------- | ---- | ---- |
| Primera División del Perú | Sport Boys Association | Perú | 1958 |